# Boleslas Ier (roi de Pologne)
Pour les articles homonymes, voir Boleslas et Boleslas Ier.
Boleslas Ier le Vaillant (en polonais Bolesław Chrobry  audio), né en 967, et mort le 17 juin 1025, est un prince polonais issu de la dynastie Piast et le premier souverain à être couronné roi de Pologne (1025).

## Biographie

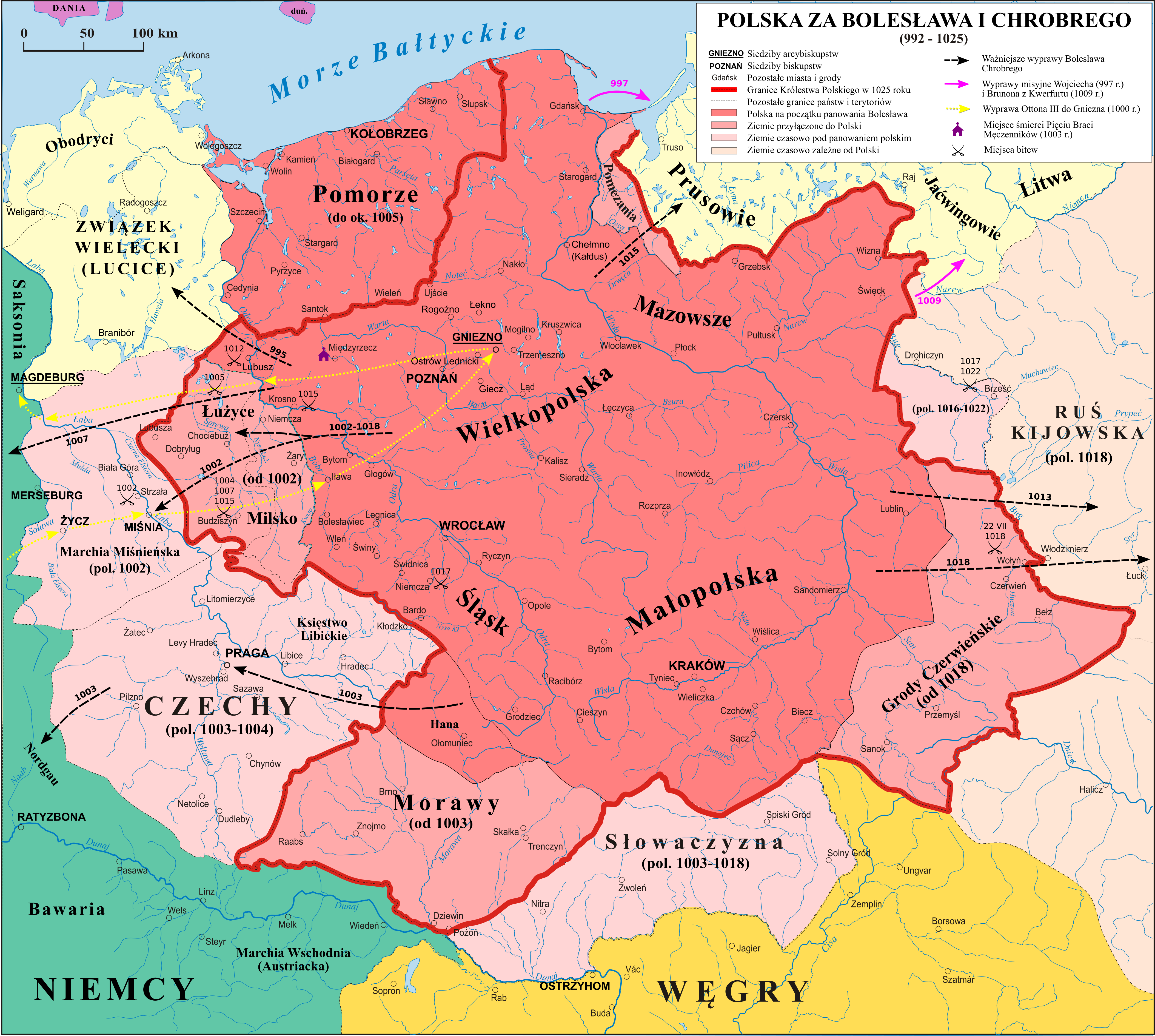
La Pologne sous le règne de Boleslas Ier le Vaillant.

Fils aîné du prince Mieszko Ier et de sa première épouse, la princesse tchèque Dubravka, Boleslas Ier, pour servir les projets politiques de son père, Boleslas épouse en 984 Heminilde, la fille de Rikdag, le margrave de Misnie. Il la renvoie dès la mort de son père en 985 pour épouser en 986 Judith, la fille de Géza, duc de Hongrie avec qui il a un fils, Bezprym. Après avoir chassé Judith à son tour en 987, il se marie avec Emnilda, la fille du prince sorabe Dobromir de Lusace, avec qui il a au moins trois enfants connus : Regelinda, Mieszko II et Otto Bolesławowic. 
À la mort de son père le 25 mai 992, il s'attache à unifier le pays sous son autorité unique et à éliminer ses demi-frères rivaux. En 994, il expulse du pays sa belle-mère Oda von Haldensleben qui complote contre lui pour installer un de ses trois fils au pouvoir. Les demi-frères de Boleslas - Mieszko, Świętopełk et Lambert - partagent le sort de leur mère tandis que leurs partisans sont condamnés à la crevaison des yeux.

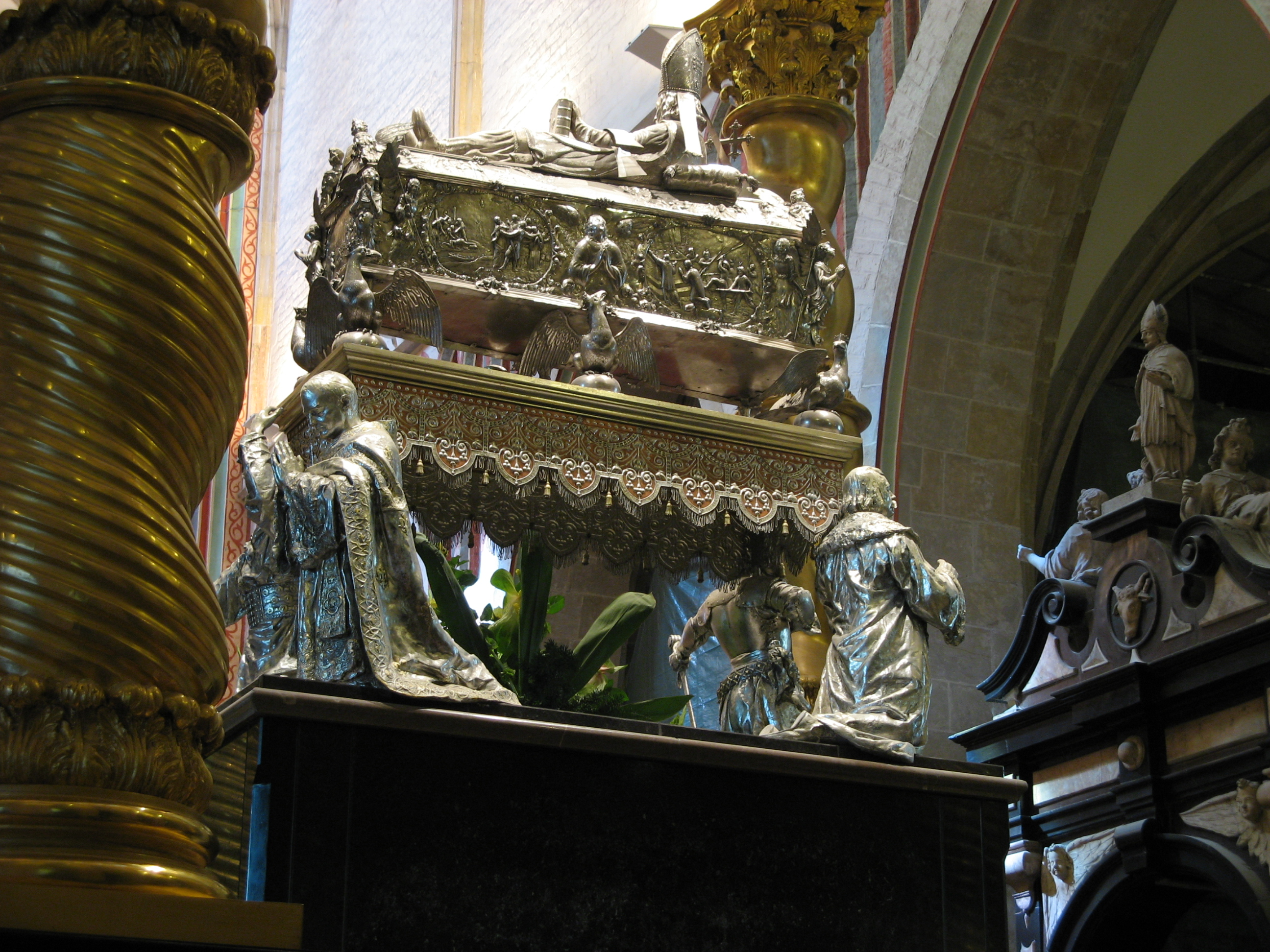
Reliquaire de saint Adalbert dans le chœur de la cathédrale de Gniezno.

Cet acte ne l'empêche pas d'entretenir de bonnes relations avec la cour impériale allemande et en 995, Boleslas soutient Otton III dans sa guerre contre les Obodrites dont un nouveau soulèvement éclate en 994 et menace la frontière occidentale du duché polonais. Fort des territoires conquis par son père - la Silésie, la Poméranie et la Petite-Pologne, Boleslas poursuit son œuvre et cherche à prendre pied en Prusse païenne où il envoie plusieurs missionnaires dont Adalbert. L’ancien évêque de Prague, opposé au commerce d'esclaves ce qui l'a contraint à quitter son diocèse, part pour convertir les Prussiens au christianisme, mais après quelques jours d'une vaine mission, il subit le martyre le 23 avril 997. Selon la légende, le prince Boleslas Ier rachète sa dépouille au prix de son poids en or puis la dépose solennellement à Gniezno. Le prince obtient sa canonisation en 999. La tombe de saint Adalbert (Wojciech en polonais) devient aussitôt un lieu de pèlerinage. 
À partir de 999, Boleslas commence également une intense activité militaire qui débute avec l'occupation de la Moravie, puis de la Slovaquie en 1000-1001,.

### Congrès de Gniezno de l'an 1000
En l'an 1000, Boleslas réunit à Gniezno, devant la tombe du premier saint de la Pologne, l'empereur Otton III et le cardinal Robert, représentant le pape Sylvestre II. L'empereur reconnaît Boleslas Ier comme le Frater et Cooperator Imperii - Frère et collaborateur de l'Empire et le nomme l'ami et l'allié de la nation romaine. L'empereur abandonne également à l'autorité de Boleslas et à celle de ses dignitaires tout ce qui, du domaine des honneurs ecclésiastiques, appartient à l'Empire dans le royaume de Pologne, dans les pays barbares déjà subjugués par  Boleslas, ainsi que dans ceux qu'il pourrait conquérir ultérieurement. Le pape Sylvestre confirme ce traité par un privilège de la sainte Église Romaine. Ainsi, la Pologne est reconnue comme membre juridiquement égal aux autres membres de l'Empire. Cette rencontre non seulement renforce la position de Boleslas Ier qui se voit attribuer la dignité de patrice, mais elle permet également une refonte des structures de l’Église en Pologne. Le prince polonais crée la métropole de Gniezno relevant directement de Rome ainsi que des diocèses à Cracovie (Petite-Pologne), à Kołobrzeg (en Poméranie) et à Wrocław (en Silésie), à côté de l'évêché existant à Poznan (Grande-Pologne). Radzim Gaudenty, le demi-frère et compagnon de saint Adalbert, est nommé le premier archevêque de Gniezno.
La même année, deux délégations auraient été envoyées à Rome auprès du pape pour l'affaire de la couronne : une polonaise, la seconde hongroise. L'ambassadeur du duc de Pologne, l'abbé Astéric aurait trahi Boleslas au profit d’Étienne de Hongrie qui obtient sa couronne en 1001 avec création d'une métropole hongroise à Esztergom (Gran) dont Astéric devient le premier archevêque. Vues de Rome, les affaires hongroises sont plus proches, d'autant plus que dans un bref avenir, à l'époque de la rivalité entre Byzance et le Saint-empire peut se jouer dans la vallée de Pannonie.

### Guerre avec le Saint-Empire (1002-1018)
La mort prématurée d'Otton III en 1002 met fin aux relations de bon voisinage avec le Saint-Empire. Profitant de la guerre de succession au sein de l'Empire, à la mort du margrave Ekkehard Ier de Misnie, Boleslas Ier se proclame héritier et envahit la Misnie et la Lusace. Henri II, le nouvel empereur, concède à Boleslas la partie orientale de la Marche de Lusace tandis que la Marche de Misnie est dévolue à Gunzelin, le jeune frère d'Ekkehard. La même année, Boleslas Ier marie sa fille Regelinda à Hermann Ier, le fils d'Ekkehard. En 1003, il se proclame duc de Bohême et de Moravie et il refuse de prêter serment d'allégeance à Henri II, alors que ses terres sont des fiefs de l'Empire. Henri II s'allie donc avec des païens pour chasser Boleslas Ier de Prague. En août 1005, une nouvelle attaque d'Henri II refoule les Polonais jusqu’à Poznań. Dans le traité de paix conclu alors Boleslas Ier renonce à la Misnie, la Lusace et  Bohême mais conserve la Moravie. En 1007, la Poméranie occidentale s'affranchit de la tutelle polonaise et Henri II en profite pour rompre la paix. Mais les affrontements militaires profitent à Boleslas Ier qui réoccupe la Lusace. 
Vers 1010, pour protéger son flanc oriental, Boleslas conclut une alliance avec Vladimir Ier, le grand prince de Rus' de Kiev, dont le fils Sviatopolk Vladimirovitch, prince de Tourov, épouse une fille de Boleslas Ier. Cependant en 1012, Vladimir Ier emprisonne son fils avec sa femme ainsi que l'évêque de Kołobrzeg Reinbern, les accusant de complot contre lui. La même année, le Saint-Empire lance une nouvelle offensive contre la Pologne et Boleslas Ier mais sans succès. 
En 1013, Boleslas conclut une nouvelle paix avec le Saint-Empire. Il obtient la Lusace et la Misnie pour lesquels il prête serment d’allégeance à Henri II à Mersebourg. Pour sceller cette nouvelle alliance, le fils de Boleslas, Mieszko, épouse Richezza de Lorraine de la dynastie des Ezzonides, nièce d’Otton III et fille du comte palatin Ezzo de Lotharingie. L'empereur prête renfort pour l'expédition militaire que Boleslas prépare à Kiev pour libérer son gendre. La mission n'atteint pas son objectif mais l'année suivante, Vladimir Ier meurt et Sviatopolk récupère le pouvoir. Cependant, il en est rapidement évincé par son frère Iaroslav. En 1016, Sviatopolk s'enfuit et trouve refuge auprès de son beau-père polonais.
Entre-temps, contrairement à ses obligations de vassal l'empereur en Lusace et en Misnie, Boleslas Ier n’envoie pas à Henri II d'aide militaire pour son expédition italienne de 1014 ce qui déclenche une nouvelle guerre contre la Pologne,. En 1017, Henri II s'allie Iaroslav qui attaque les terres polonaises. Mais il est battu à nouveau.

### La paix de Budziszyn (1018)
Le 30 janvier 1018, la paix de Budziszyn met un terme à cette longue guerre. Ayant vaincu en 1017 une coalition de l’Empire avec les Bohémiens et la Rus' de Kiev, Boleslas Ier obtient la reconnaissance de sa frontière occidentale. La Pologne garde la Lusace, la Moravie, et la Misnie. Henri II conserve la Bohême, reconnaît l’indépendance de la Pologne et accepte d’envoyer des troupes contre son allié de la veille, Iaroslav de Kiev. La paix est renforcée par le mariage de Boleslas avec Oda, sœur d'Hermann Ier, margrave de Misnie.

### La conquête de Kiev (1018)
En été 1018, ayant sécurisé la frontière occidentale de la Pologne, Boleslas, aidé par les troupes allemandes, hongroises et les Petchénègues lance une offensive contre la Rus' de Kiev de Iaroslav. Le résultat de la victoire sur Kiev est l’établissement de la frontière sur le Bug. Boleslas s'empare de la Ruthénie rouge. Le 14 août 1018, Sviatopolk, le beau-fils de Boleslas Ier, est placé sur le trône de Kiev. Afin de récupérer sa fille, la femme de Sviatopolk toujours tenue en captivité, Boleslas emmène les boyards, deux sœurs, ainsi que probablement la femme de Iaroslav, en Pologne. 
Ensuite, Boleslas Ier envoie une « proclamation d’une paix triomphante et amicale » aux empereurs Henri II du Saint-Empire et Basile II de Byzance, par laquelle il exprime clairement son objectif de maintenir l’Europe orientale en dehors de toute autorité impériale.

### Couronnement (1025)
Le 18 avril 1025, le dimanche de Pâques, Boleslas Ier est couronné roi de Pologne par Hipolit, l’archevêque de Gniezno, sans chercher l'approbation de l'empereur germanique et sans attendre l’autorisation du pape. Ce couronnement confirme l'ascension du jeune État polonais en Europe. Boleslas cesse d'être l'un des roitelets de la frontière polono-allemande. Il est maintenant investi d'une absolue souveraineté. 
Hélas, il n'en jouira pas longtemps. Le 17 juin 1025, Boleslas Ier le Vaillant décède à l’âge de 57 ans, soixante jours après son couronnement. Il est inhumé dans la cathédrale de Poznań.